# Quintessence
Quintessence: The Search for Missing Mass in the Universe är en bok av den amerikanske teoretiska fysikern Lawrence Krauss som publicerades 2000. I boken diskuterar Krauss mörk materia och dess inverkan på universum. Krauss talar om problematiken hos mörka materia och anslutningen till två vitt diskuterade områden i modern kosmologi: universums framtid och den kosmologiska konstanten. Han diskuterar också en antigravitationell kraft som kanske kan förklara de senaste observationerna av ett permanent expanderande universum.